# Val Noci - Torrente Geirato - Alpesisa
 Val Noci - Torrente Geirato - Alpesisa è un sito di interesse comunitario della Regione Liguria, designato come Zona Speciale di Conservazione con Decreto Ministeriale 7 aprile 2017, nell'ambito della Direttiva 92/43/CEE (Direttiva Habitat). Comprende un'area di 637 ettari nel territorio dei comuni di Genova e Montoggio, nella Città metropolitana di Genova.

## Territorio

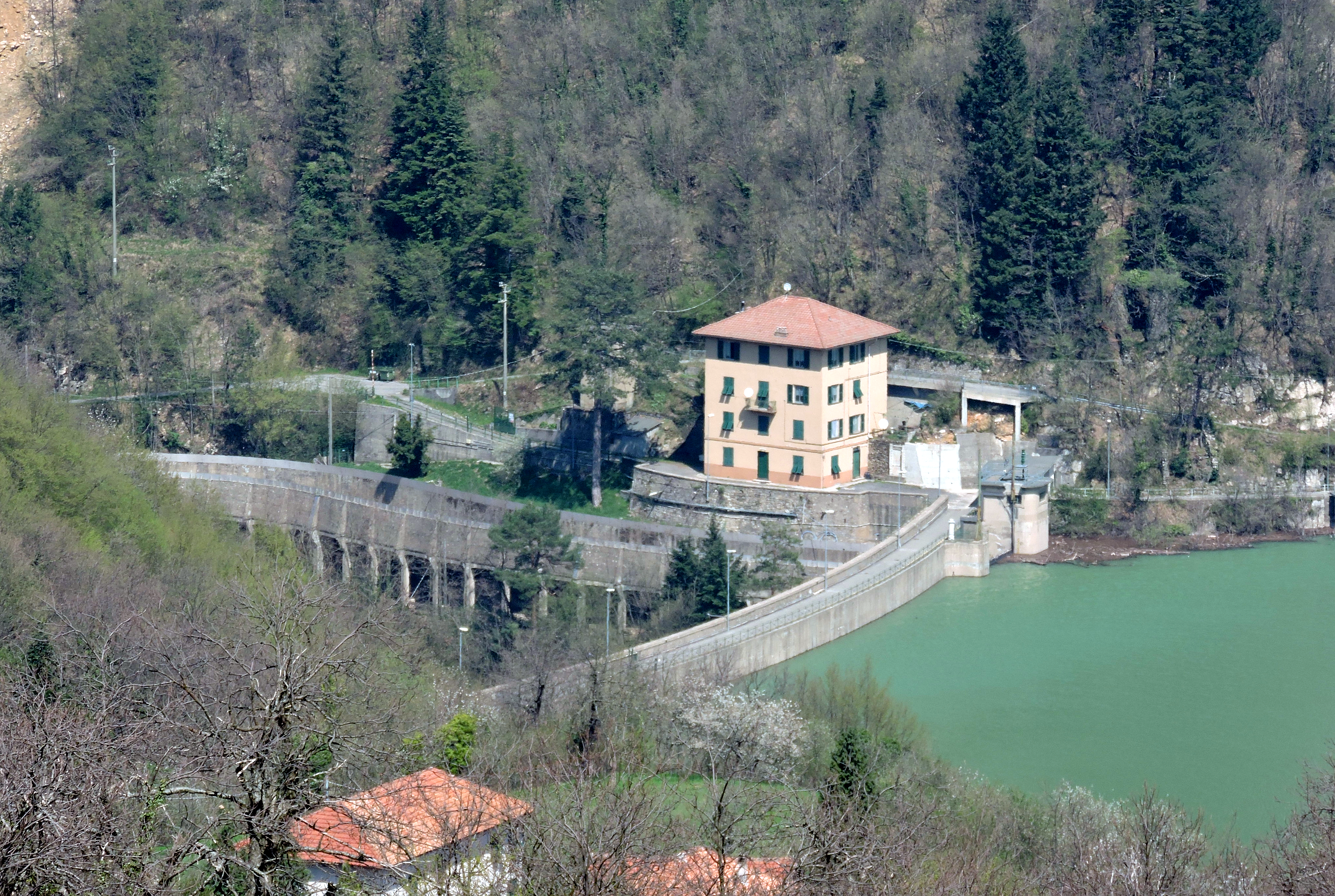
Lago di Val di Noci: la diga

Nel sito predominano a livello geologico rocce di tipo calcareo, in contiguità con quelle presenti sul Monte Antola. L'area protetta comprende una parte dello spartiacque tra il Mar Ligure e la Pianura padana, caratterizzato da alcuni rilievi attorno ai mille metri di quota come i monti Alpe e Alpesisa. Sul versante padano si trova il Lago di Val di Noci, un invaso artificiale la cui presenza contribuisce ad accrescere la biodiversità dell'area..

## Flora e vegetazione

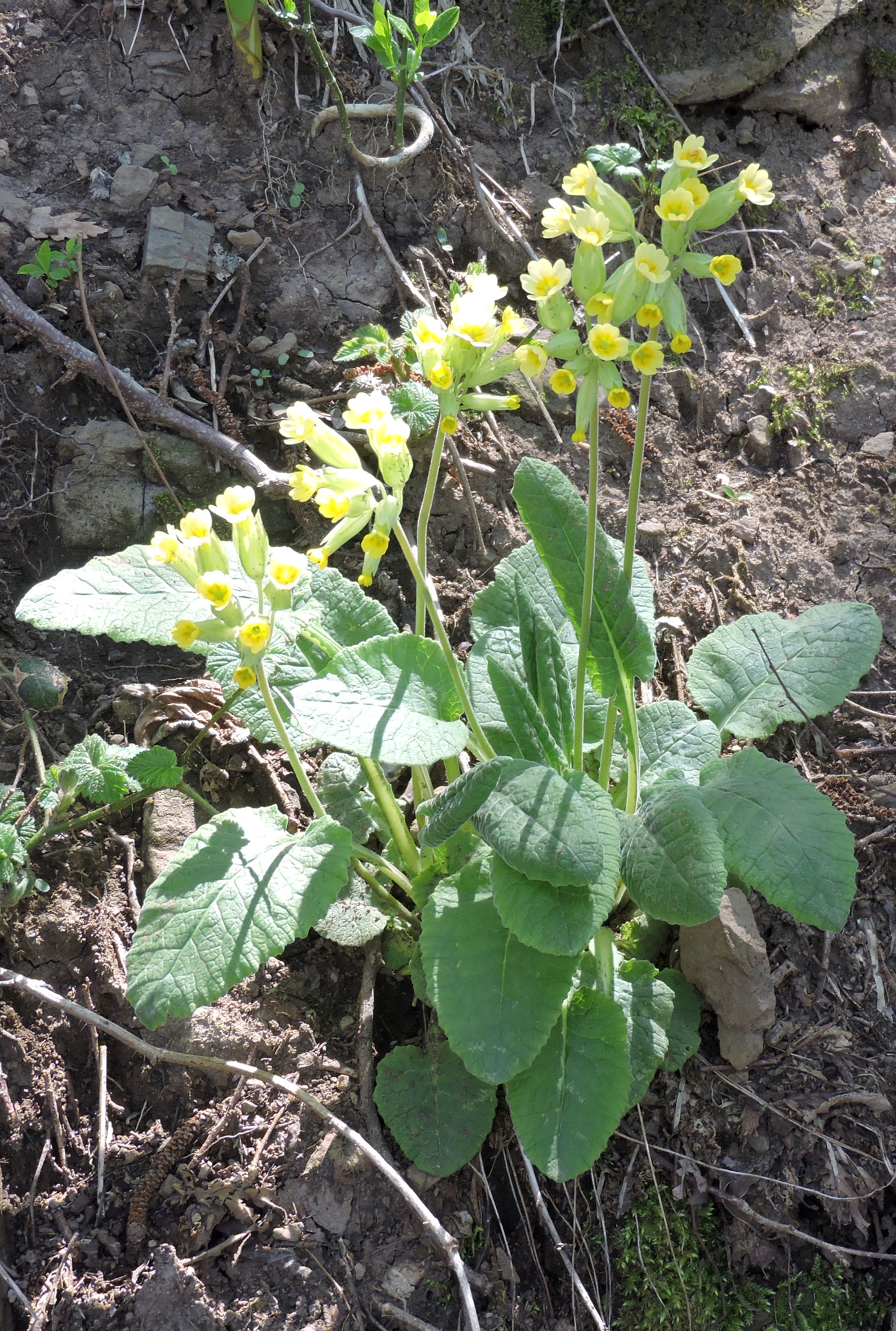
Primule fiorite presso il monte Alpesisa

Nell'area protetta si alternano boschi e zone a prato, spesso usate come pascolo per il bestiame. Da un punto di vista naturalistico sono rilevanti i prati umidi e le rive dei corsi d'acqua che attraversano il SIC/ZSC, caratterizzate da popolamenti di Alnus glutinosa (l'ontano nero). Interessanti anche le fioriture di orchidee, favorite dalla presenza di substrati rocciosi calcarei..

## Fauna
Tra le specie animali più significative presenti nel SIC/ZSC si possono ricordare alcuni anfibi quali i tritoni Triturus alpestris e Triturus carnifex, la salamandra Salamandrina terdigitata e Speleomantes strinatii (o geotritone). Importante è anche la presenza del gambero di fiume (Austropotamobius pallipes) e di un endemismo dell'Appennino ligure, il coleottero stafilinide Vulda doderoi. Numerosa è anche l'avifauna, che vede una presenza particolarmente significativa di specie migratorie.

## Escursionismo
Nel SIC/ZSC transita l'Alta Via dei Monti Liguri.